# Андріївка (Білгород-Дністровський район)
Андрі́ївка — село Мологівської сільської громади, Білгород-Дністровський район Одеської області, Україна. Дворів — 378, населення становить 1203 особи.

## Географія
Розташована за 28 км від районного центру, за 22 км від залізничної станції Кантемир на лінії Білгород-Дністровський — Арциз.

## Історія

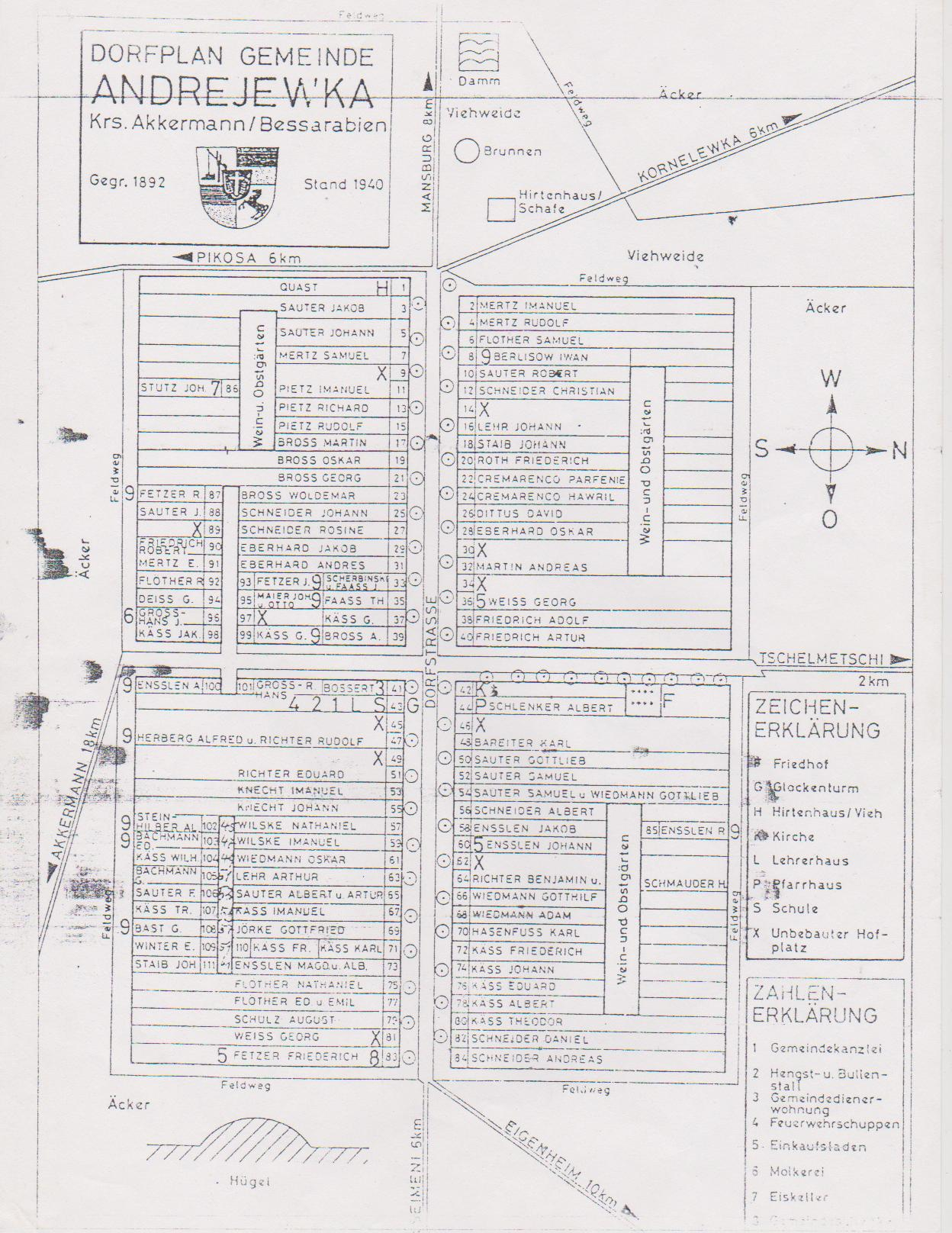
План села 1940 року

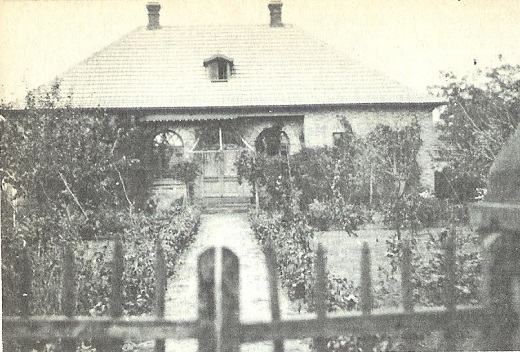
Будинок пастора села Андріївки

Село засноване в 1892 році німецькими переселенцями на земельній площі, придбаній у представника Аккерманської родини підприємців Андрія Асвадурова. З 1892 по 1940 рік орна площа була розширена з 2 до 2,7 га. Було збудовано 94 житлові і господарські будівлі, школа, лютеранська церква. У 1940 році село нараховувало 423 жителя, з них: 1 пастор (священик), 2 вчителя — німець і румун, 61 фермер, 3 купці, 2 столяри (з них один — червонодеревник), 1 коваль, 1 слюсар, 3 кравці, 2 шевці, 2 кравчині, 2 лимаря. Адміністративний центр (муніципалітет) розташовувався в селі Сеймени (тепер — Семенівка), до якого входило 2 представника від Андріївки (з семи), один з яких виконував обов'язки мера. Школа налічувала два класи. Мова навчання — румунська. Німецька використовувалася лише як релігійна і обрядова. Напрямок господарчої діяльності — землеробство (зернові) і вівчарство.
В 1940 році був заснований радгосп «Андріївський» з центральною конторою в Андріївці. За ним було закріплено 5587 га сільськогосподарських угідь, у тому числі 5289 га орної землі. Напрямок господарства — виробництво м'ясо-молочної продукції.
За підсумками роботи за 1973 рік господарство було нагороджено пам'ятним Червоним прапором Міністерства сільського господарства СРСР і Центрального комітету профспілки працівників сільського господарства і заготівель.
За трудові досягнення орденами і медалями СРСР було нагороджено 62 працівника радгоспу. На 1977 рік в Андріївській середній школі навчалося 306 учнів, працювало 28 вчителів.
За період 1940—1975 рр. було побудовано 315 житлових будівель, 3 восьмиквартирних будинки, магазини, відділення зв'язку, їдальня.

## Походження назви
Назва Андріївки походить від імені першого власника земельної ділянки (за домовленістю) — Андрія Асвадурова.

## Населення
Згідно з переписом 1989 року населення села становило 1141 особа, з яких 533 чоловіки та 608 жінок.
За переписом населення 2001 року в селі мешкали 1203 особи.

### Мова
Розподіл населення за рідною мовою за даними перепису 2001 року:
| Мова       | Відсоток |
| ---------- | -------- |
| українська | 88,94 %  |
| російська  | 10,39 %  |
| молдовська | 0,33 %   |
| білоруська | 0,17 %   |
| болгарська | 0,17 %   |

## Галерея

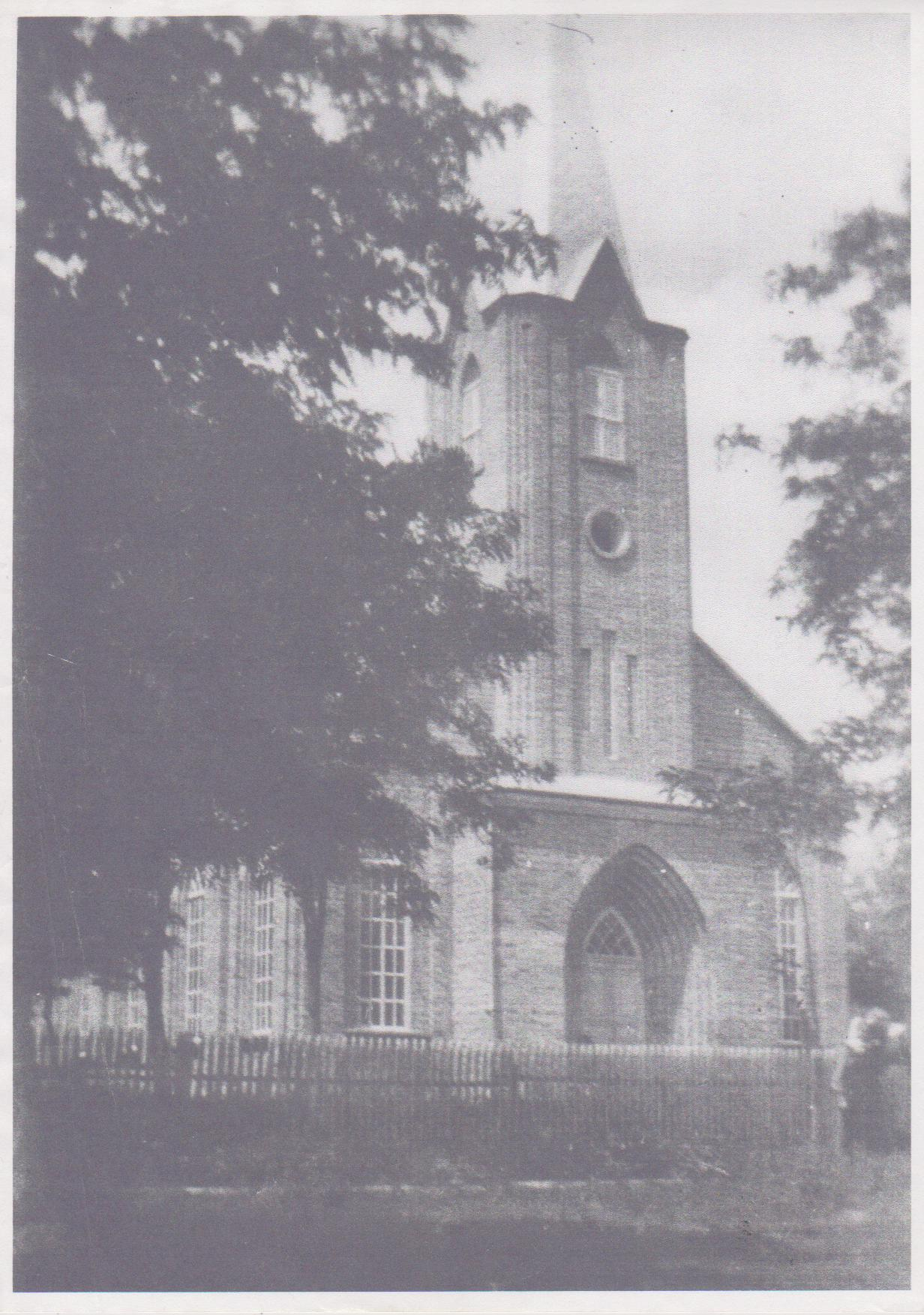
Лютеранська церква села Андріївки. Фото 1930 року
Сучасна лютеранська церква
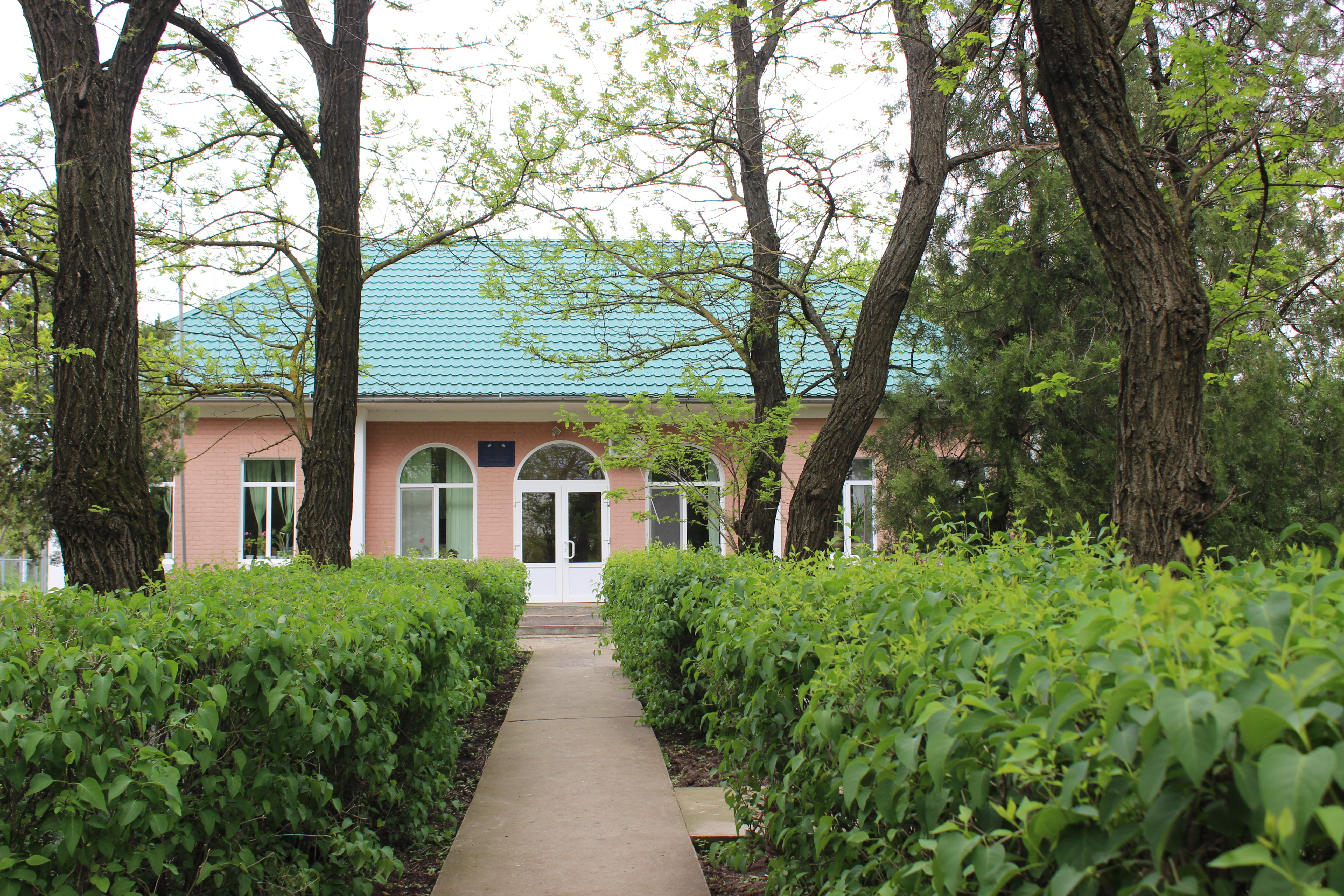
Сучасний вигляд будинку пастора (тепер контора ДПДГ Андріївське)
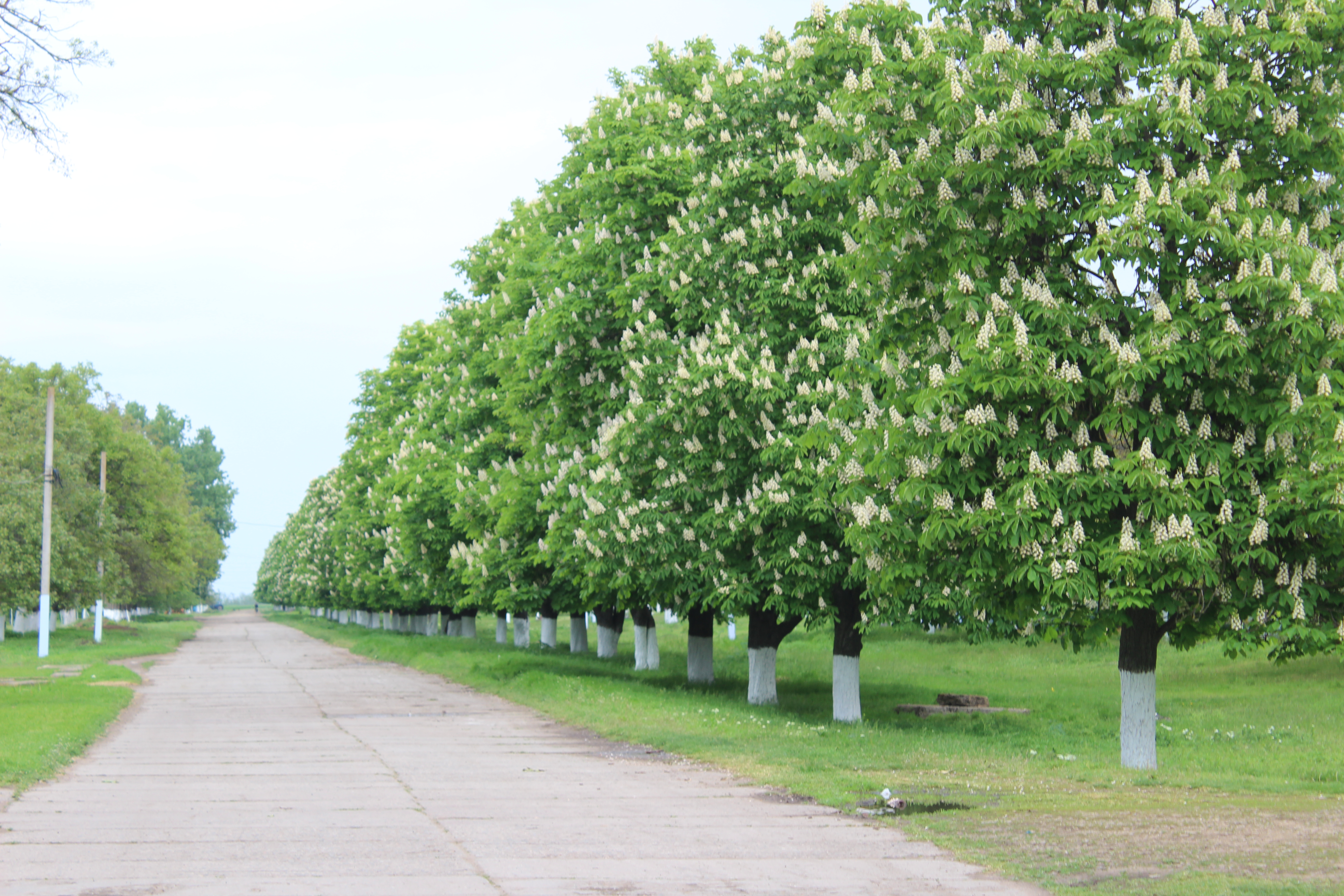
Вулиця Центральна
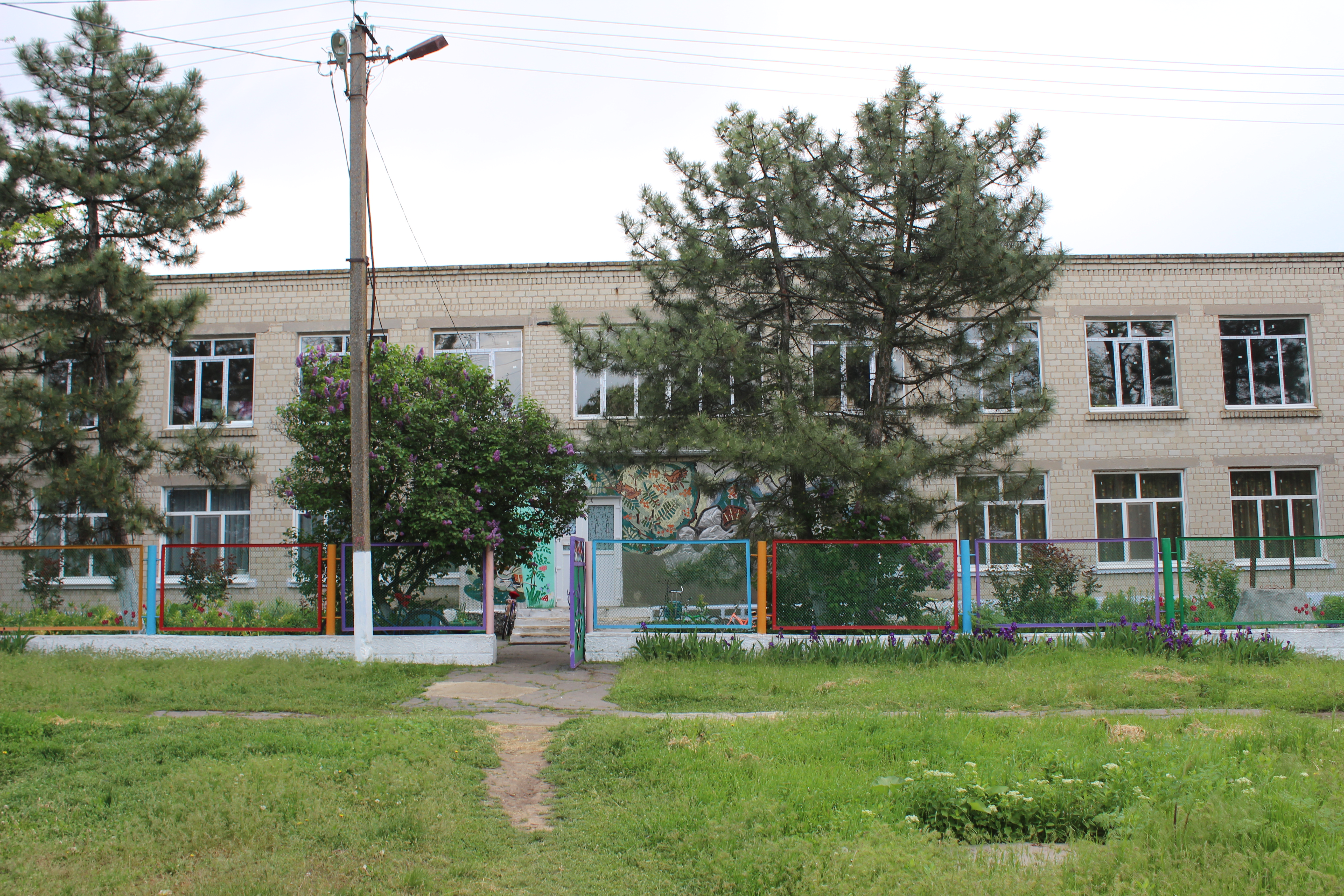
Дитячий садок
Школа
Пам'ятник на місці німецького кладовища
Пам'ятник невідомому солдатові